# Khải hoàn môn Orange
Khải hoàn môn Orange (tiếng Pháp: Arc de triomphe d'Orange) là một khải hoàn môn được xây dựng từ thời La Mã ở Orange, Vaucluse miền Nam nước Pháp. Có tranh luận về thời điểm nó được xây dựng nhưng nghiên cứu hiện tại chấp nhận dòng chữ làm bằng chứng ủng hộ việc xây dựng công trình này diễn ra từ khoảng năm 27 trước Công nguyên đến năm 14 sau Công nguyên, dưới thời hoàng đế Augustus. Nó được xây dựng trên nền cũ đường La Mã Via Agrippa  để tôn vinh những chiến binh trong chiến tranh xứ Gallia và quân đoàn La Mã Legio II Augusta.  Sau đó nó được tái thiết bởi hoàng đế Tiberius để kỷ niệm những chiến thắng của Germanicus trước các bộ tộc Đức ở Rhineland. Khải hoàn môn cũng chứa một dòng chữ dành riêng cho hoàng đế Tiberius được khắc vào năm 27 sau Công nguyên. Nó được trang trí với nhiều bức phù điêu khác nhau về các chủ đề quân sự, bao gồm các trận hải chiến, chiến lợi phẩm, người La Mã chiến đấu với người Đức và Gaul. Một người lính La Mã mang chiếc khiên của Legio II Augusta được nhìn thấy trên đường tiếp viện trận chiến phía bắc.

## Mô tả
Nó được xây dựng như là một phần của bức tường thành của thị trấn trong thời Trung cổ để bảo vệ các lối vào phía bắc của thị trấn. Kiến trúc sư Augustin Caristie đã nghiên cứu và thực hiện công việc trùng tu vào những năm 1850. Nó có ba mái vòm, cái ở giữa lớn hơn cái ở hai bên. Toàn bộ cấu trúc có chiều dài 19,57 mét, rộng 8,40 mét và cao 19,21 mét. Mỗi mặt tiền có bốn thức cột Corinth gắn kết một nửa. Khải hoàn môn ở Orange là ví dụ lâu đời nhất còn sót lại của một thiết kế được sử dụng sau này ở chính Rome là vòm Septimius Severus và Constantine. Các vết rỗ hoặc lỗ có thể nhìn thấy được cho là dấu vết để lại do các thợ bắn nỏ thời Trung Cổ thực hành với những phần ít được đánh giá cao về nghệ thuật hoặc lịch sử.